# Guillaume Vignal
Pour les articles homonymes, voir Vignal.
Guillaume Vignal (1604-1661) est un prêtre et un missionnaire en Nouvelle-France.
Il arriva à Québec le 13 septembre 1648 en qualité de prieur des ursulines. En 1656, il bénit l'église de la Congrégation de Notre-Dame de Québec. Sur la pressante invitation de M. l'abbé de Queylus, venu en 1657, il laissa la communauté qu'il avait desservie pendant 11 ans, et fit un voyage en France, puis de retour à Québec, le 7 septembre 1659, dans le vaisseau, Le Saint-André, avec M. l'abbé LeMaître, il se rendit à Montréal, comme membre du séminaire de Saint-Sulpice. 
Il fut blessé, le 25 octobre 1661, dans île-à-la-Pierre, par un parti d'Iroquois, qui, après l'avoir conduit à La Prairie de la Madeleine, en face de Montréal, le tuèrent, firent rôtir son corps sur un bûcher, et le mangèrent. Les Agnerons, écrit la mère Marie de l'Incarnation, continuent leur carnage. M. Vignal qui avait été notre confesseur et à qui nous avions des obligations incroyables, est tombé entre leurs mains, et a été mis à mort par ces barbares, avec trois hommes de sa compagnie.